# Герб Тихвина
Герб города Тихвина, муниципальных образований Тихвинское городское поселение и Ти́хвинский муниципальный район Ленинградской области Российской Федерации — опознавательно-правовой знак, служащий официальным символом муниципальных образований.
Герб утверждён Решением Совета депутатов муниципального образования «Тихвинское городское поселение» Тихвинского муниципального района Ленинградской области № 02-233 от 18 октября 2006 года.
Совет депутатов Тихвинского городского поселения решением от 18 октября 2006 года решил использовать в представительских целях герб, флаг и гимн Тихвинского района как официальные символы Тихвинского городского поселения в порядке и случаях, установленных решением Совета депутатов Тихвинского района от 29 июня 2006 года № 01-168 «О символике муниципального образования Тихвинский муниципальный район Ленинградской области»
Герб внесён в Государственный геральдический регистр под регистрационным номером 608.

## Описание герба
«В лазоревом и червлёном поле, разделённом опрокинутой серебряной дугой, обременённой чёрной надписью (цифрами) „1773“, вверху — возникающее веерообразное золотое сияние, внизу — золотая, украшенная самоцветами и жемчугом, с пурпурной шапкой императорская российская корона (без лент)».

## Описание символики и истории герба
Исторический герб Тихвина был Высочайше утверждён 10 (21) июля 1773 года императрицей Екатериной II. (ПСЗРИ, 1773, Закон № 14009).
Подлинное описание герба Тихвина гласило:

«Щитъ разрѣзанный на двое дугою серебряною, означающій часть Зодіака, на которой изображенъ черными литерами годъ учрежденія сей слободы городомъ; верхняя часть щита голубая, на которой сверху происходитъ золотое сіяніе, показующее, что сіе место и прежде было знаменито, въ нижней части на червленомъ полѣ Императорская корона, показующая милость и протекцию къ сему граду Её Императорского Величества, а червленое полѣ показуетъ ревность и усердіе, каковое корона за оказанную милость къ сему селенію от гражданъ тѣхъ надѣется. 

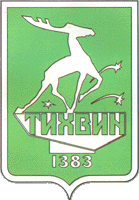
Герб Тихвина (1968 год)

Герб Тихвина был составлен герольдмейстером князем М. М. Щербатовым, а изобразил его известный геральдический художник Бутковский Артемий Николаевич.
В 1864 году, в период геральдической реформы Кёне, был разработан проект нового герба уездного города Тихвина Новгородской губернии (официально не утверждён):
В лазоревом щите выходящее из главы щита золотое солнце, под которым золотая же императорская корона. В вольной части герб Новгородской губернии. Щит увенчан серебряной стенчатой короной и окружён золотыми колосьями, соединёнными Александровской лентой».
В советский период исторический герб Тихвина не использовался.
29 марта 1968 года решением исполкома Тихвинского горсовета № 117а был утверждён советский вариант герба Тихвина. Автор герба — директор Тихвинской художественной школы Е. Ф. Иванов.
Герб имел следующее описание: "«Изображённый на гербе щит является символом города-воина, под стенами которого народ вёл жестокие бои с иноземными захватчиками (со шведами в 1613 г. и с фашистскими оккупантами в 1941 г.). Щит окрашен в зелёный цвет, что должно напоминать о природных богатствах тихвинской земли, её бескрайних просторах. На щите изображён бегущий лось, высекающий копытами искры. Пьедесталом, поддерживающим лося, является наковальня, на которой начертано название города „Тихвин“. Эта наковальня напоминает об умельцах-кузнецах, коими Тихвин издавна славился. Под наковальней написан год основания Тихвина: „1383“».
18 ноября 1998 года решением Тихвинского районного Совета депутатов № 361 исторический герб города Тихвина 1773 года был восстановлен в качестве официального символа города и Тихвинского района. Решение Тихвинского районного Совета депутатов № 361 от 18 ноября 1998 года о гербе района.
18 октября 2006 года Решением Совета депутатов муниципального образования «Тихвинское городское поселение» Тихвинского муниципального района Ленинградской области № 02-233 официальным символом утверждён исторический герб Тихвина.